# Wu De
De Wu ( idioma chino: 吴德; pinyin: Wú Dé; Wade–Giles: Wu Teh) ( 1913 - 29 de noviembre de 1995 ) fue un político del Partido Comunista de China y de la República Popular China.

## Biografía
Wu se unió al Partido Comunista de China en 1933, organizaba huelgas y acciones como los trabajadores en el Tangshan área. Después de la Guerra Sino-Japonesa (o "Guerra de Resistencia contra el Japón", como se le llama en la literatura comunista), organizó el Hebei anti-ejército japonés, que se comprometía a la guerra de guerrillas en las regiones del norte. En 1940 fue nombrado jefe de una comisión de trabajo en el Comité Central del Partido Comunista de China para supervisar la actividad tras las líneas enemigas. Después de la guerra, se desempeñó como secretario del Partido de Tangshan.
Después de la victoria comunista de 1949, Wu De se trasladó a Tianjin, donde se desempeñó como alcalde de 1952 a 1955. Posteriormente fue nombrado primer secretario del Comité Provincial del PCCh en Jilin.

## La Revolución Cultural
Wu sirvió en esta posición hasta que la Revolución Cultural comenzó en 1966. Como Mao Zedong insistió en que el Comité Municipal Beijing tiene que ser reorganizado sin Peng Zhen, que participó en las políticas de la Revolución Cultural, el 4 de junio el Comité Central transfirió De Wu a la capital como segundo secretario del CC del PCCh Municipal, inmediatamente por debajo del Primer Secretario Li Xuefeng. Durante su liderazgo, ordenó la suspensión de clases de las universidades de Beijing para permitir a los estudiantes a concentrarse por completo en la Revolución Cultural. En 1967 fue nombrado vicepresidente del Comité Revolucionario de Pekín, y fue elegido miembro del Comité Central del PCCh en 1969.
Cuando Mao Zedong se enfrenta con Lin Biao y Chen Boda en el pleno del Comité Central celebrada en Lushan en 1970, Wu De le aconsejó actuar con rapidez para evitar problemas en el Ejército Popular de Liberación. Él dijo: "El Presidente debe actuar personalmente... creer en la posibilidad de iluminar a una gran cantidad de personas unidas bajo el gran líder el Presidente Mao". A partir de este momento, Mao elogió Wu De lo calificó de "virtuoso" (jugando en nombre de De Wu, cuyo carácter 德 significa "virtuoso"). La muerte de Lin en el accidente aéreo después de su intento de golpe en 1971 reforzó la posición de Wu. Fue nombrado cabeza del Grupo Cultural, en el marco del Consejo de Estado, una especie de carácter temporal, como ministro de Cultura.
Después de la muerte de Xie Fuzhi 1972, Wu De asumió el cargo de presidente del Comité Revolucionario de Pekín al mismo tiempo secretario primero del CC del PCCh de Pekín. En 1973 fue admitido en el Politburó del PCCh. Tomó parte activa en la "crítica a Lin Biao", crítica a Confucio "de campaña, pero Jiang Qing, creyendo que quería inducir a error al movimiento, lo criticaron, dando a luz a su hostilidad hacia la Banda de los Cuatro.
En 1975, fue vicepresidente del Comité Permanente de la Asamblea Popular Nacional.
Wu De luchó activamente luchó contra lan rehabilitación de Deng Xiaoping y trabajó para promover a Hua Guofeng como sucesor de Mao. Abogó por la represión de los incidentes de Tiananmen, ganándose el apodo irónico de "ninguna virtud". En octubre del mismo año, jugó un papel en la detención de la Banda de los Cuatro.
El ascenso de Deng Xiaoping y el derrocamiento de la Banda de los Cuatro marcó el inicio de un repudio de la Revolución Cultural. Aunque en un principio una parte importante del liderazgo de Hua Guofeng, Wu De fue abiertamente criticada en la Tercera Sesión Plenaria del 11 Comité Central del PCCh y perdió su escaño del Buró Político. En 1980, junto con Chen Xilian y otros maoístas, la purificación y renunció a su puesto en el Comité Permanente de la APN.
A pesar de su participación en la Revolución Cultural, su papel en la eliminación de la Banda de los Cuatro le ganó una posición de poder dentro de la Comisión Central de Asesoramiento. Falleció en Pekín en 1995.